# Gilbert Hottois
 (juillet 2013).
Si vous disposez d'ouvrages ou d'articles de référence ou si vous connaissez des sites web de qualité traitant du thème abordé ici, merci de compléter l'article en donnant les références utiles à sa vérifiabilité et en les liant à la section « Notes et références ».
 (mars 2019).
- Si vous ne connaissez pas le sujet, laissez ce bandeau (vous pouvez alors contacter les auteurs).
- Si vous supprimez le contenu mis en cause (vous pouvez préalablement contacter les auteurs),

argumentez précisément cette suppression dans la page de discussion
(un manque de référence n'est pas un argument ; une recherche réelle de référence doit avoir été effectuée, être formellement documentée).
Gilbert Hottois, né le 29 mars 1946 à Bruxelles et mort le 16 mars 2019, est un universitaire et philosophe belge spécialiste des questions d'éthique de la techno-science. Sa réflexion porte sur les problèmes de l'articulation symbolique et philosophique de la civilisation technoscientifique multiculturelle.
Professeur à l'université libre de Bruxelles, membre de plusieurs comités d'éthique, il est l'auteur ou le directeur d'une trentaine d'ouvrages, dont un roman de science-fiction atypique, Species Technica. Ce livre, écrit en 1981, n'a été publié que vingt ans plus tard.

## Formation et parcours académique
Au terme d'Humanités greco-latines (1963), il entreprend une licence en philologie romane à l'Université Libre de Bruxelles (ULB), puis une licence en philosophie qui débouche sur un premier livre consacré à Ludwig Wittgenstein et préfacé par Jacques Bouveresse : La philosophie du langage de Ludwig Wittgenstein. Chercheur au Fonds National de la Recherche Scientifique de 1973 à 1979, il devient docteur en 1977 avec une thèse publiée deux ans plus tard : L'inflation du langage dans la philosophie contemporaine (préface de Jean Ladrière). Nommé professeur titulaire en 1979 à l'ULB, il y enseigne depuis lors la philosophie. Au cours des années 1980, il est professeur invité aux universités Laval et de Montréal.
En 1986, il fonde, en compagnie de Ch. Susanne, le Centre de Recherches Interdisciplinaires de Bioéthique de l'ULB. Régulièrement appelé comme expert auprès de la Commission Européenne (Programmes-Cadres de R&D), il est membre du Groupe Européen d'Éthique des Sciences et des Nouvelles Technologies (GEE) de 1994 à 2000 et membre du Comité Consultatif de Bioéthique de Belgique depuis 1996. Durant la même décennie, il est membre fondateur, puis vice-président et président de la Société pour la philosophie de la technique ; membre du Comité Directeur de la Fédération Internationale des Sociétés de Philosophie (1991-2008) ; titulaire de la Chaire Th. Verhaegen à la Vrije Universiteit Brussel (1999-2000) ; professeur invité aux Universités d'Abidjan et El Bosque (Bogota). Il crée et codirige la collection « Sciences-Éthiques-Sociétés » chez l’éditeur belge De Boeck et reprend la direction de la collection « Pour Demain » chez l'éditeur Vrin à Paris. Professeur invité au Collège de France en 2003, il est membre du Comité d'Orientation Scientifique et Stratégique du Collège jusqu'en 2006. En 2003, il est élu à l'Académie Royale de Belgique ; en 2006, il est élu à l'Institut International de Philosophie.

## Parcours philosophique
En dépit d’une évolution sensible de ses points d'intérêt, l'œuvre de Gilbert Hottois présente une forte continuité du questionnement philosophique dont les étapes sont repérables à travers ses principales publications.

### L'intérêt pour le langage
Probablement impulsé par une formation de philologue, l’intérêt critique pour le langage – et plus particulièrement pour le langage philosophique et le rapport de la philosophie au langage – s'affirme dès la fin des années 1960. Il conduit à l'étude de Wittgenstein dont la philosophie comporte une mise en question d'abord théorique puis pratique radicale de « l'être-au-langage » propre aux philosophes. Cette attention à Wittgenstein s’exprime à travers un premier livre et quelques articles ; Hottois ne l'abandonnera jamais totalement.

### Analyse et critique de l’obsession langagière de la philosophie
Dès le début des années 1970, l'attention au langage devient de plus en plus critique à l'égard du contexte philosophique international qui – du structuralisme à l'herméneutique, de la philosophie analytique à la phénoménologie - en France comme en Allemagne et, bien sûr, dans le monde anglo-saxon, place le langage au centre des préoccupations des philosophes créateurs. Hottois analyse les diverses formes de cette inflation du langage pouvant confiner à un enfermement langagier de la philosophie à l'intérieur de son propre discours devenu aréférentiel et auto-référentiel. C'est le thème de la « secondarité de la philosophie » qui revêt deux grandes formes : métalinguistique et adlinguistique. L'inflation du langage dans la philosophie contemporaine (1979) étudie surtout cette dernière forme à travers le second Heidegger, Gadamer, le dernier Merleau-Ponty, Derrida et certains aspects du structuralisme. Il y reviendra dans deux ouvrages ultérieurs à propos de Wittgenstein, Lacan, Apel, Lazerowitz, Wisdom, Perelman : Pour une métaphilosophie du langage (1981) et Du sens commun à la société de communication (1989). Mais sa critique s'appuie, dès l'ouvrage fondamental de 1979, à une hypothèse dont l'œuvre de Hottois ne cessera, par la suite, d'examiner et d'approfondir les aspects : l'obsession langagière de la philosophie au XXe siècle serait une réaction – largement inconsciente – de celle-ci à l'univers technoscientifique contemporain source de questions théoriques et pratiques qui laissent les philosophes « sans voix et sans regard ». C'est pour manifester l'importance de la technique en même temps que la mutation de l'ancienne entreprise (théorique et discursive : « logothéorique ») de science que Hottois introduit dès le milieu des années 1970 le néologisme « techno(-)science ». Vers la même époque, la question du « futur lointain », ouvert et opaque, qui transcende toute philosophie de l'histoire disponible, est posée sous une forme suggestive : « Qu'en sera-t-il de l'homme dans un million d'années ? ». Cette question problématise aussi la place et l'importance du langage dans l'économie présente et future de l'espèce humaine suivant une perspective évolutionniste et dans son rapport aux techniques.

### Philosophie des techniques et des technosciences
Au début des années 1980, Hottois entreprend d'élaborer une philosophie des technosciences qui n'oublie pas la question du langage et qui se heurte à des difficultés : critiques externes en provenance du monde philosophique ; problèmes internes liés à l'élaboration même d'une philosophie des techniques ou des technosciences. Le terme de « technoscience », qui commence à se répandre, devient le foyer de la critique, et l'on perçoit, chez Hottois, une hésitation à l'utiliser. Le livre qui domine cette époque est Le signe et la technique (1984) préfacé par Jacques Ellul. La même année, un autre ouvrage signale un intérêt croissant pour une réflexion sur la technique plus orientée vers l'éthique : Pour une éthique dans un univers technicien. L'éthique se profile comme une issue à la difficulté d'élaborer une philosophie générale des technosciences. Mais en même temps, une autre tentation se fait jour : changer de forme d'expression et passer à la littérature. Entre 1981 et 1985, Hottois écrit deux romans de science-fiction, dont le plus ancien sera publié quelque vingt ans plus tard (Species technica) suivi d'un commentaire philosophique dialogué. Ce sera toutefois le tournant éthique qui s'imposera durablement.

### Bioéthique et biopolitique
C'est au milieu des années 1980 que la bioéthique s’installe progressivement au centre des intérêts du philosophe qui, par ce mouvement, deviennent pratiques autant que théoriques. D'emblée, les dimensions « biopolitiques » de la problématique bioéthique sont sensibles du fait, notamment, de l'opposition idéologique entre les mondes catholique et laïque, caractéristique du paysage belge. De la fin des années 1980 au début du nouveau millénaire, Hottois participe à de nombreux colloques, séminaires, expertises, commissions et comités nationaux et internationaux, qui lui apportent une expérience de terrain venant alimenter sa réflexion théorique - principalement méthodologique - sur la bioéthique, et, plus particulièrement, sur ces nouvelles institutions que sont les « comités d’éthique nationaux et internationaux ». Hottois en étudie, d’une manière à la fois, descriptive et normative, la composition et les procédures ; il s'intéresse plus spécialement à la place et au rôle du philosophe en leur sein et souligne les exigences ainsi que les difficultés de la pluridisciplinarité et du pluralisme. Cette réflexion à la fois théorique et pratique ne perd pas de vue les questions fondamentales, de la philosophie de la nature à l'anthropologie philosophique en dialogue avec de nouveaux auteurs tels que Hans Jonas et H.T. Engelhardt ou encore Richard Rorty. L'interrogation sur la transcendance et l'immanence de l'homme y occupe une place importante. Hottois analyse aussi la bioéthique et la biopolitique comme expressives du monde contemporain multiculturel et technoscientifique, entre prémodernité, modernité et postmodernité. Les Essais de philosophie bioéthique et biopolitique (1999) et Qu'est-ce que la bioéthique ? (2004) contiennent l'essentiel de ces réflexions. Entre-temps, Hottois a publié un recueil d'articles reflétant son itinéraire de la philosophie critique du langage à la philosophie et à l'éthique des technosciences : Entre symboles et technosciences (1996). Mais c’est la direction de deux ouvrages collectifs qui marquent le plus cette époque : un dictionnaire, Les Mots de la bioéthique (1993) et une encyclopédie, Nouvelle encyclopédie de bioéthique. Médecine-Environnement-Biotechnologie (2001). Pluralistes et pluridisciplinaires, ces deux sommes éclairent et encouragent le débat informé et critique en propageant à la fois la (méta)culture du multiculturalisme et la culture technoscientifique, l’une et l’autre pouvant être « transculturelles » dans un esprit de compréhension entre les individualités et les communautés.

### Retour à la philosophie des sciences, des techniques et des technosciences
Hottois a toujours conçu la bioéthique comme le chapitre le plus détaillé et développé d'une réflexion philosophique plus générale et plus radicale sur les technosciences au sein du monde contemporain. Déjà durant la période bioéthique, l'étude de l’œuvre de Gilbert Simondon oriente le philosophe dans une direction plus technophile et plus sereine, éloignée de la sensibilité technophobe des philosophes dans le sillage critique desquels la pensée hottoisienne avait d'abord cristallisé. C’est à l’occasion des leçons données au Collège de France en 2003 sur le thème « Techniques-Sciences-Technosciences » et publiées sous le titre Philosophies des sciences, philosophies des techniques l'année suivante (avec une préface d'Anne Fagot-Largeault) qu'Hottois tente une synthèse des thèmes et questions qui l’ont accompagné durant quelque trente ans.

### L'imaginaire des technosciences et la science-fiction
Récemment, Hottois a renoué plus activement avec un intérêt ancien qui ne l'a jamais complètement quitté et qui apparaît occasionnellement à travers ses publications dès les années 1980. Il s'agit de l'intérêt pour l’imaginaire des sciences et des techniques, spécialement pour la science-fiction. Il considère que cet imaginaire joue un rôle considérable, quoique peu apparent et insuffisamment critiqué, dans les débats bioéthiques, écoéthiques et infoéthiques. L'attention de Hottois va à la science fiction en tant que telle comme à un phénomène contemporain particulièrement significatif et riche pour la réflexion philosophique sur les technosciences.

## Ouvrages
- La Philosophie du langage de L. Wittgenstein (préface de Jacques Bouveresse), 1976.
- L'Inflation du langage dans la philosophie contemporaine (préface de Jean Ladrière), 1979.
- Pour une métaphilosophie du langage, 1981[6].
- Pour une éthique dans un univers technicien, 1984.
- Le Signe et la technique (La philosophie à l'épreuve de la technique) (préface de Jacques Ellul), 1984.
- Du « sens commun » à la "société de communication". Etudes de philosophie du langage, 1989.
- Le Paradigme bioéthique (Une éthique pour la technoscience), 1990.
- G. Simondon et la philosophie de la “culture technique”, 1993.
- Entre symboles et technosciences. Un itinéraire philosophique, 1996.
- De la Renaissance à la Postmodernité. Une histoire de la philosophie moderne et contemporaine, 1997.
- Essais de philosophie bioéthique et biopolitique, 1999.
- Species Technica, 2001.
- Penser la logique. Une introduction technique théorique et philosophique à la logique formelle, 2002[7].
- Technoscience et Sagesse ?, 2002.
- Qu'est-ce que la bioéthique ?, 2004.
- Philosophies des sciences, philosophies des techniques (préface d'Anne Fagot-Largeault), 2004.
- La Science : entre valeurs modernes et postmodernité, 2005.
- Dignité et diversité des hommes, 2009.
- Richard Mille : Individus techniques, individus humains, avec Guy Lucas de Peslouan, 2009.
- Généalogies philosophiques, politique et imaginaire de la technoscience, 2013.
- Le transhumanisme est-il un humanisme ? Académie Royale de Belgique, 2014.
- Philosophie et idéologies trans/posthumanistes, 2017[8].

## Présentation de quelques ouvrages

### L'inflation du langage dans la philosophie contemporaine(1979)
Ce livre part du constat du surinvestissement du langage par la pensée philosophique du XXe siècle. Il ne développe pas une nouvelle philosophie du langage mais il cherche à prendre la mesure de cette obsession langagière universelle : ses formes, ses causes, ses limites. Sans négliger l’importance ni la signification de la philosophie ouvertement métalinguistique (principalement anglo-saxonne), il analyse surtout la philosophie euro-continentale plus radicale en ce qui concerne la mise en question des ambitions philosophiques traditionnelles. L’examen des causes de l’inflation philosophique du langage part de l’hypothèse suivante. Cette inflation et le confinement de la pensée qui s’y associe sont, en un premier temps, l’effet de la mainmise de la science positive sur la référence extralinguistique et, en un second temps, une réaction complexe à la technoscience contemporaine. L’analyse critique la réduction anthropologique de la technoscience, accentue la dimension du futur et se veut attentive à la portée philosophique du nouvel imaginaire qui nourrit l’utopisme technoscientifique, la science-fiction, la futurologie, etc.
L’ouvrage comprend trois sections principales : La forclusion du cosmos, Le secondaire et Le mur cosmique (dont la dernière importante partie s’intitule : Philosophie et futur).

### Le signe et la technique(1984)
Aperçu de la Table des matières :

Section 1. A l’enseigne du signe : la nature axio-logique et logo-théorique de l’homme ; l’homme n’est pas techno-logue ; l’essence double du langage humain ; le monde et l’histoire ou la double métamorphose de l’espace et du temps ; la science logo-théorique ; l’inscription symbolique et anthropologue de la technique…

Section 2. La technique inassignable : science, technique et techno-science ; fin de l’ontologie et secondarité techno-logique de la philosophie ; la technique n’est pas de l’ordre du symbole ; technochronies et primat du futur ; pré-histoire, post-histoire ; le technocosme ; manipulation de l’homme et insuffisances de l’anthropologisme instrumentaliste ; l’illusion d’un évolutionnisme anthropocentré ; l’impossible inscription de la technique ; technophobie philosophique…

Section 3. Le règne technique : un règne spécifique ; une croissance autonome aveugle ; techno-évolution ; histoire et mutation ; clôture informatique du système ; principe anti-théorique et plasticité de l’être ; impératif an-éthique ; transcendance noire…

Section 4. Entre signe et technique : la technique hors de l’éthique ; enjeu : l’éthicité ; l’homme, médiateur du signe et de la technique ; d’une philosophie de la technique ; le signe, la technique et le politique ; l’Occident technicien et le dialogue des cultures ; un humanisme sans illusion…

### De la Renaissance à la Postmodernité(1998)
Une histoire de la philosophie qui se veut lisible et même didactique et qui conduit le lecteur de la fin du Moyen Âge au seuil du XXIe siècle. Après un rappel substantiel des figures classiques — de Bruno et Bacon à Kant, Hegel et Marx —, cette histoire accorde toute son attention à la philosophie du  XXe siècle et aux grands problèmes contemporains. Elle privilégie l’étude de la philosophie en liaison avec l’évolution des sciences, des techniques, des éthiques et des politiques au sein d’un contexte de civilisation multiculturelle et technoscientifique. L’ouvrage introduit aux grands courants d’idées tels l’évolutionnisme, la psychanalyse ou la bioéthique…, à la pensée de personnalités marquantes comme Nietzsche, Husserl, Heidegger ou Wittgenstein…, aux mouvements philosophiques ayant fait école — le néo-positivisme, le pragmatisme, la phénoménologie, l’herméneutique, le structuralisme, la philosophie du langage, l’École de Francfort —, ainsi qu’aux débats actuels à la charnière de la modernité et de la postmodernité, en France (avec Simondon, Lyotard, Foucault, Deleuze, Derrida…) comme aux États-Unis (Kuhn, Rorty, Engelhardt…).

### Nouvelle encyclopédie de bioéthique(2001)
Coordonnée et éditée avec Jean-Noël Missa, cette encyclopédie est le produit de quelque 120 collaborateurs parmi lesquels on compte un nombre important de noms parmi les plus connus de la bioéthique internationale. L’ouvrage comporte plus de 250 entrées structurées suivant le schéma : définition courte, développement de la définition, historique, problèmes éthiques et positions éthiques. Le sous-titre — Médecine-Environnement-Biotechnologie — manifeste l’étendue des thèmes abordés. Multidisciplinaire et pluraliste, cette encyclopédie est un outil à la fois pédagogique et critique au service d’une culture plurielle articulée autour de deux grands axes. D’une part, la Recherche et le Développement technoscientifiques qui nécessite l’acquisition et la mise à jour régulière d’une culture scientifique et technique, clé d’un rapport aux sciences et aux techniques à la fois informé et critique. D’autre part, le multiculturalisme, la diversité des traditions, des croyances, des positions philosophiques et morales qui constituent nos sociétés et qui rendent indispensable une sorte de métaculture ou de transculture, la culture du multiculturalisme, clef d’une compréhension suffisante de l’autre, de « l’étranger moral », ainsi que du dialogue et de la résolution non violente des différends.

### Species Technica(2001)
Roman de science-fiction atypique, Species Technica, écrit en 1981, n'a été publié que 20 ans plus tard.
Le roman se déroule dans un futur proche, où les conflits entre partisans et opposants des techno-sciences ont remplacé les affrontements traditionnels. Il met en scène un philosophe, lui-même auteur d'un traité intitulé Species Technica.
Traumatisé par la disparition mystérieuse de sa femme et de son fils, ce personnage entreprend une « tournée » de découverte dans un réseau d'instituts scientifiques de pointe. Il visite successivement trois instituts :
- l'institut de Recherches Bio-cybernétiques de Gador, en Espagne, où l'accent porte sur l'intégration de l'homme et de la machine (greffes neurales, prothèses) ;
- l'institut de Biologie du Futur du Rio Grande, où l'on crée des êtres artificiels à partir de pures combinaisons génétiques ;
- le centre d'Anthropotechnologie Générale de Flagstaff, situé dans un ancien volcan d'Arizona, où se déroule le monstrueux projet « Fils de l'Homme » et où lui sera révélée la vérité sur son drame personnel.

Il s'agit donc, sous forme romanesque, de passer en revue un certain nombre de thèmes philosophiques.
Le livre comprend aussi un Dialogue philosophique autour de « Species Technica » vingt ans plus tard (entretien de Jean-Noël Missa avec Gilbert Hottois).

### Philosophies des sciences, philosophies des techniques(2004)
Cet ouvrage reprend l’essentiel de quatre leçons données en 2003 au Collège de France. Il interroge les rapports entre philosophie des sciences et philosophie des techniques à partir du constat d’une large ignorance mutuelle qui n’a guère été thématisée ni analysée par les philosophes. Il tente d’expliquer cette situation à partir du fait que la philosophie des sciences a principalement relevé de la philosophie du langage et d’une conception de la science comme une activité essentiellement langagière et théorétique, aveugle à la technique. Il justifie la notion de technoscience comme la plus appropriée pour désigner la science contemporaine et pour résoudre l’opposition traditionnelle entre science et technique. Il décrit les grandes lignes d’une philosophie attentive à la civilisation technoscientifique.
Leçon 1 : La philosophie des sciences comme philosophie du langage (Wittgenstein, Hempel, Nagel, Popper, Kuhn, Quine, Feyerabend…).
Leçon 2 : De la philosophie des sciences à la philosophie des techniques (Hacking, Durbin, Don Ihde…).
Leçon 3 : Les limites de la philosophie des techniques et la notion de technoscience (Ducassé, Simondon, Séris, Lyotard, Latour…).
Leçon 4 : Essai de philosophie dans une civilisation technoscientifique.